# Goethe-Gymnasium Demmin
Das Goethe-Gymnasium ist das einzige Gymnasium in der Hansestadt Demmin. Musikalisch begabten Schülern bietet es die Möglichkeit, in eine Musikklasse aufgenommen zu werden, die Teil des normalen Gymnasiums sind. Die Schule führt deshalb den Beinamen Musikgymnasium. In dem angeschlossenen Internat sind vorrangig auswärtige Schülerinnen und Schüler untergebracht.

## Musikgymnasium
Ab 1983 wurden in der DDR – zusätzlich zu den Spezialschulen für Musik – systematisch und flächendeckend Erweiterte Oberschulen (EOS) mit dem Spezialzweig Musik eingerichtet. Für jeden der fünfzehn Bezirke war eine solche Schule vorgesehen. Für den Bezirk Neubrandenburg wurde die Goethe-EOS ausgewählt und entsprechend erweitert.
Diese Tradition hat sich in Demmin bis heute erhalten können. Talentierte Schüler können ab der fünften Klassenstufe in eine der Musikklassen aufgenommen werden, sofern sie die Eignungsprüfung bestehen. Neben dem üblichen Musikunterricht erhalten die Schüler eine breit gefächerte musikalische Ausbildung, zu der das Singen im Chor, der Klavierunterricht oder das Erlernen eines Blasinstruments sowie optional der Stimmbildungsunterricht gehören. Alle Schüler der Klassen fünf und sechs bilden den Spatzenchor. Die Klassen sieben bis acht singen im Kinderchor und danach im Jugendchor. Darüber hinaus können die Schüler am Mädchenkammerchor, dem Männerchor, der Bigband, dem Saxofonquartett, der Swingband und anderen Ensembles teilnehmen. Die Schüler des Gymnasiums, die nicht aus Demmin selbst stammen, können in dem angeschlossenen Wohnheim wohnen.

### Profilschule mit dem Schwerpunkt Niederdeutsch
Das Goethe-Gymnasium Demmin ist seit dem Schuljahr 2017/2018 eine von sechs Profilschulen mit dem Schwerpunkt Niederdeutsch. An diesen Schulen kann Niederdeutsch als mündliches und schriftliches Prüfungsfach im Abitur belegt werden. Auf der Grundlage eines landesweiten Konzepts, das durch ein Netzwerk aus Lehrerinnen und Lehrern erstellt wurde, hat das Ministerium für Bildung, Wissenschaft und Kultur mit jeder Schule eine Zielvereinbarung über die Ausgestaltung des jeweiligen Profilschwerpunktes unterzeichnet.